# Cabinet Beck II
Land de Rhénanie-Palatinat
Beck I Beck III
Le cabinet Beck II (en allemand : Kabinett Beck II) est le gouvernement du Land de Rhénanie-Palatinat, entre le 20 mai 1996 et le 18 mai 2001, durant la treizième législature du Landtag.

## Composition

### Initiale (20 mai 1996)
- Les nouveaux ministres sont indiqués en gras, ceux ayant changé d'attributions en italique.

| Fonction                                                                                              | Titulaire | Titulaire       | Parti |
| --- | --------- | --------------- | ----- |
| Ministre-président                                                                                    |           | Kurt Beck       | SPD   |
| Vice-ministre-président Ministre de l'Économie, des Transports, de l'Agriculture et de la Viticulture |           | Rainer Brüderle | FDP   |
| Ministre de l'Intérieur et des Sports                                                                 |           | Walter Zuber    | SPD   |
| Ministre des Finances                                                                                 |           | Gernot Mittler  | SPD   |
| Ministre de la Justice                                                                                |           | Peter Caesar    | FDP   |
| Ministre du Travail, des Affaires sociales et de la Santé                                             |           | Florian Gerster | SPD   |
| Ministre de la Culture, de la Jeunesse, de la Famille et des Femmes                                   |           | Rose Götte      | SPD   |
| Ministre de l'Environnement et des Forêts                                                             |           | Klaudia Martini | SPD   |
| Ministre de l'Éducation, de la Science et de la Formation professionnelle                             |           | Jürgen Zöllner  | SPD   |

### Remaniement du 12 novembre 1998
- Les nouveaux ministres sont indiqués en gras, ceux ayant changé d'attributions en italique.

| Fonction                                                                      | Titulaire | Titulaire            | Parti |
| ----------------------------------------------------------------------------- | --------- | -------------------- | ----- |
| Ministre-président                                                            |           | Kurt Beck            | SPD   |
| Vice-ministre-président Ministre de la Justice                                |           | Peter Caesar         | FDP   |
| Ministre de l'Économie, des Transports, de l'Agriculture et de la Viticulture |           | Hans-Artur Bauckhage | FDP   |
| Ministre de l'Intérieur et des Sports                                         |           | Walter Zuber         | SPD   |
| Ministre des Finances                                                         |           | Gernot Mittler       | SPD   |
| Ministre du Travail, des Affaires sociales et de la Santé                     |           | Florian Gerster      | SPD   |
| Ministre de la Culture, de la Jeunesse, de la Famille et des Femmes           |           | Rose Götte           | SPD   |
| Ministre de l'Environnement et des Forêts                                     |           | Klaudia Martini      | SPD   |
| Ministre de l'Éducation, de la Science et de la Formation professionnelle     |           | Jürgen Zöllner       | SPD   |

### Remaniement du 22 septembre 1999
- Les nouveaux ministres sont indiqués en gras, ceux ayant changé d'attributions en italique.

| Fonction                                                                                              | Titulaire | Titulaire            | Parti |
| --- | --------- | -------------------- | ----- |
| Ministre-président                                                                                    |           | Kurt Beck            | SPD   |
| Vice-ministre-président Ministre de l'Économie, des Transports, de l'Agriculture et de la Viticulture |           | Hans-Artur Bauckhage | FDP   |
| Ministre de l'Intérieur et des Sports                                                                 |           | Walter Zuber         | SPD   |
| Ministre des Finances                                                                                 |           | Gernot Mittler       | SPD   |
| Ministre de la Justice                                                                                |           | Herbert Mertin       | FDP   |
| Ministre du Travail, des Affaires sociales et de la Santé                                             |           | Florian Gerster      | SPD   |
| Ministre de la Culture, de la Jeunesse, de la Famille et des Femmes                                   |           | Rose Götte           | SPD   |
| Ministre de l'Environnement et des Forêts                                                             |           | Klaudia Martini      | SPD   |
| Ministre de l'Éducation, de la Science et de la Formation professionnelle                             |           | Jürgen Zöllner       | SPD   |